# Deppea hamelioides
Deppea hamelioides är en måreväxtart som beskrevs av Paul Carpenter Standley. Deppea hamelioides ingår i släktet Deppea och familjen måreväxter. Inga underarter finns listade i Catalogue of Life.